# Schmuckbaumnatter
Die Schmuckbaumnatter (Chrysopelea paradisi) ist eine bis zu 1,20 Meter lange Art aus der Familie der Nattern. Wie alle Schmuckbaumnattern ist auch diese Art zu kurzen Gleitflügen aus erhöhter Position in der Lage.

## Aussehen
Diese Tiere haben ein schwarzgelbes Schuppenkleid, welches mit auffälligen hellen gelben oder orangefarbenen Punkten auf dem Rücken versehen ist. Der Kopf ist sehr flach.

## Lebensweise
Schmuckbaumnattern können zur Überbrückung von weiten Entfernungen zwischen den Bäumen ihren Körper stark spreizen; dabei wölbt sich ihr Bauch nach innen, um eine möglichst große Tragfläche für den teilweise gelenkten Gleitflug zu ermöglichen. Damit überbrücken sie Entfernungen von bis zu 20 Metern oder mehr, um den Baum zu wechseln. Mit Hilfe ihres kielförmigen Bauchschildes können sie leichter die Rinde von Bäumen erklimmen, indem sie ihn gegen den Stamm pressen und an den vorhandenen Unregelmäßigkeiten der Oberfläche verhaken. In den Baumkronen höherer Bäume jagen sie Beute wie Eidechsen, Fledermäuse und andere Tiere. Diese Schlangenart ist nur schwach giftig.

## Verbreitung und Lebensraum
Die Schmuckbaumnatter kommt in Südostasien von den Philippinen bis nach Indonesien vor. Sie bewohnt die dortigen Wälder.

## Fortpflanzung
Das Gelege der Tiere umfasst bis zu zwölf Eier.

## Gefährdung und Schutzmaßnahmen
Da für diese Art keinerlei Gefährdungen bekannt sind und sie auch in Schutzgebieten vorkommt, wird sie von der IUCN als nicht gefährdet (Least Concern) gelistet.